# 伊丽莎·班丘克
伊丽莎·班丘克（希伯來語：אלייזה בנצ'וק，2007年6月28日—），以色列艺术体操运动员，她曾获得2023年欧洲艺术体操锦标赛5人圈操金牌、集体全能、3人带操+2人球操银牌和团体铜牌，以及2023年世界艺术体操锦标赛集体全能和3人带操+2人球操金牌。